# Michał Jerzy Poniatowski

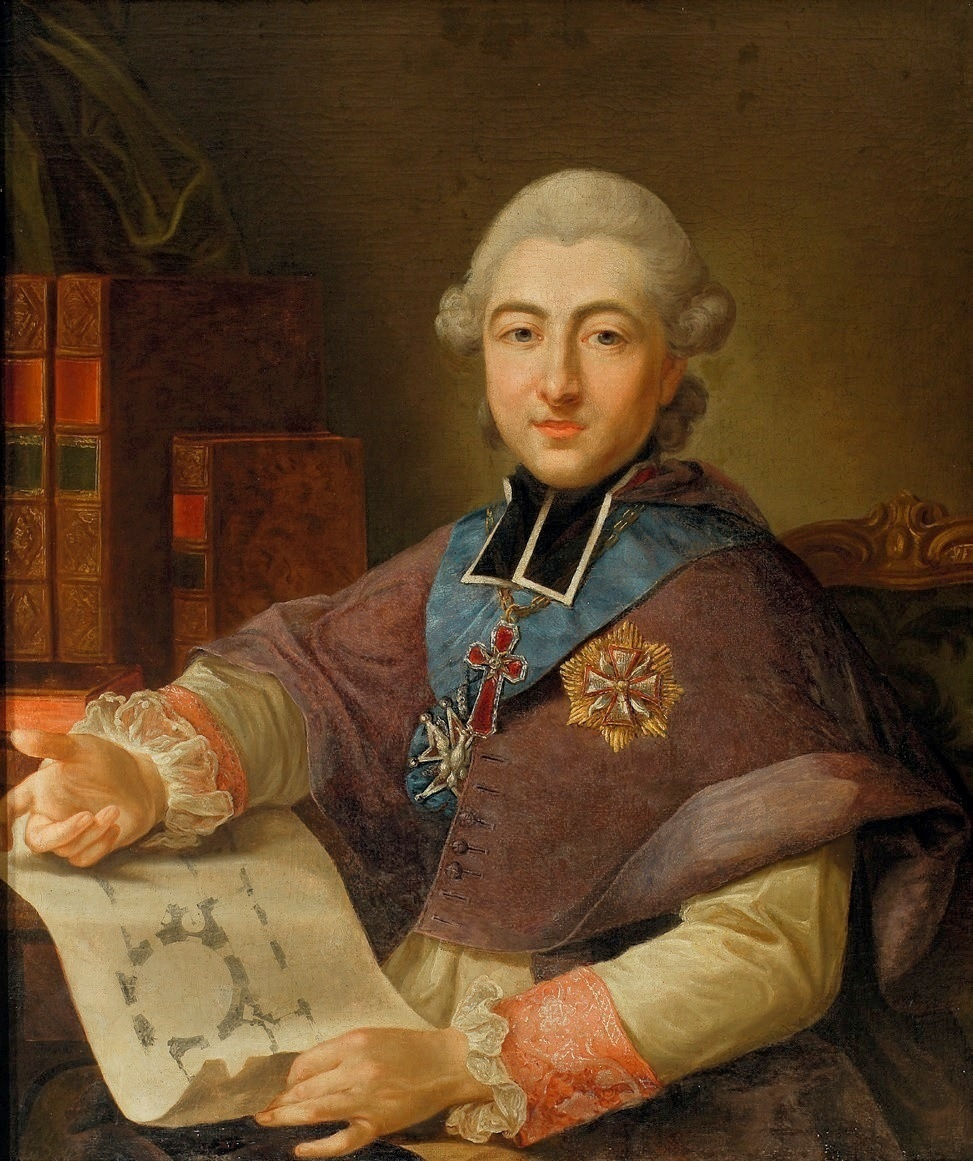
Mateusz Tokarski, Portret Prymasa Michała Poniatowskiego z planem Pałacu w Jabłonnie w ręku z 1776 roku

Michał Jerzy Poniatowski herbu Ciołek (ur. 12 października 1736 w Gdańsku, zm. 12 sierpnia 1794 w Warszawie) – sekretarz wielki koronny od 1768, biskup płocki od 1773, ostatni prymas I Rzeczypospolitej od 1784, członek Straży Praw, dziekan kapituły kolegiackiej św. Jana Chrzciciela w Warszawie w 1768 roku, opat komendatoryjny czerwiński w 1782 roku, członek konfederacji targowickiej, prezes Komisji Edukacji Narodowej, członek Royal Society, wolnomularz, członek konfederacji Sejmu Czteroletniego w 1788 roku, asesor Komisji Skarbu Jego Królewskiej Mości w 1768 roku.

## Młodość i kariera duchowna
Syn Stanisława Poniatowskiego, kasztelana krakowskiego i Konstancji Czartoryskiej, najmłodszy brat Stanisława Augusta Poniatowskiego. Jego synami naturalnymi byli ekonomista Piotr Maleszewski, a także pułkownik Kazimierz Oborski.
Od wczesnej młodości zaprawiał się do służby publicznej. Po ukończeniu szóstego roku życia kształcił się w Collegium Varsoviense księży teatynów. Przeznaczony przez rodziców do stanu duchownego, wyjechał w 1754 do Rzymu pod opieką księdza Antonia Marii Portalupiego. Celem pobytu w stolicy Państwa Kościelnego nie były studia teologiczne (Poniatowski odbył zaledwie krótki, prywatny kurs prawa kanonicznego), lecz nawiązanie stosunków z wysokimi przedstawicielami dworu papieskiego: m.in. Giovannim Franceskiem Albanim, kardynałem-protektorem Rzeczypospolitej i Camillem Paoluccim, byłym nuncjuszem w Warszawie i Wiedniu. W sierpniu 1754 przyjęty został do rzymskiej akademii literackiej „Arkadia”.
Powrócił do kraju jesienią 1755. W następnym roku wstąpił do świętokrzyskiego seminarium duchownego księży misjonarzy w Warszawie, gdzie jego edukacją kierował ksiądz Piotr Hiacynt Śliwicki, wizytator polskiej prowincji. Po przyjęciu niższych święceń, 12 grudnia 1756 instalowany na kanonię staniątecką w kapitule krakowskiej. Święcenia kapłańskie otrzymał 31 maja 1760 z rąk biskupa płockiego Hieronima Antoniego Szeptyckiego w warszawskim kościele św. Krzyża. W 1762 został koadiutorem kustodii gnieźnieńskiej, równocześnie, w latach 1760–1764, pełnił obowiązki sekretarza przy swoim wuju, a zarazem ojcu chrzestnym Michale Fryderyku Czartoryskim, kanclerzu wielkim litewskim. Po elekcji Stanisława Augusta wszedł w skład królewskiej rady gabinetowej, której obrady protokołował. W dniu koronacji Stanisława Augusta, 25 listopada 1764, udekorowany został orderem Orła Białego. Jeden z pierwszych kawalerów Orderu Świętego Stanisława 1765, był jednocześnie sekretarzem i jałmużnikiem tego odznaczenia.
Nominowany 1764 opatem komendatoryjnym czerwińskim (godność tę piastował do śmierci), w 1768 otrzymał urząd sekretarza wielkiego koronnego. Mianowany 1773 przez papieża Klemensa XIV biskupem płockim, sakrę biskupią przyjął 3 października tego roku z rąk nuncjusza papieskiego w Polsce Giuseppe Garampiego w warszawskiej kolegiacie św. Jana. W 1775 powołany przez biskupa krakowskiego Kajetana Sołtyka na jego koadiutora, został faktycznym administratorem diecezji w 1782, której zarząd zachował także po 1784 (mimo złożonej rezygnacji), kiedy wyniesiony został do godności arcybiskupa gnieźnieńskiego i prymasa.

## Działalność edukacyjna i kościelna w latach 1773–1784
Głównym nurtem działalności Poniatowskiego w tym okresie były reformy oświatowe i kościelne. Po utworzeniu 14 października 1773 Komisji Edukacji Narodowej, wszedł do jej grona jako wiceprezes, a od 1775 jako pełniący obowiązki prezesa, zastępując biskupa wileńskiego Ignacego Massalskiego, podejrzanego o nadużycia finansowe na Litwie. Był członkiem konfederacji Andrzeja Mokronowskiego w 1776. Jego zasługą było uregulowanie sytuacji materialnej polskiej oświaty, czego podstawą stał się projekt ustawy o przekazaniu Komisji majątku pojezuickiego, przeforsowany przez Poniatowskiego na sejmie 1776. Świadom, że poziom całego szkolnictwa zależny jest od nowoczesnych, sprawnie zarządzanych uczelni, podjął rewizję dotychczasowego systemu nauczania i stanu majątkowego Akademii Krakowskiej, wyznaczając do tego zadania księdza Hugona Kołłątaja. Pod kierunkiem Kołłątaja akademia przekształcona została w Szkołę Główną Koronną i podzielona na dwa Kolegia: Fizyczne i Moralne. Na pierwszy plan wysunięto nauki matematyczno-przyrodnicze i lekarskie oraz ich zastosowanie, zgodnie z oświeceniowym utylitaryzmem. Dyscypliny humanistyczne przesunięto do Kolegium Moralnego. W 1783 powstała w nim, obok Szkół Teologii i Prawa, Szkoła Literatury z katedrami literatury, greki oraz tzw. starożytności. Kwestię szczupłych dochodów Akademii, niechętny zakonom Poniatowski rozwiązywał m.in. w drodze sekularyzacji dóbr klasztornych. Prymas Michał Jerzy Poniatowski przeprowadził w latach 80. XVIII wieku pierwsze kasaty klasztorne na ziemiach Rzeczypospolitej. Budziło to jednak sprzeciw wielu gorliwych obrońców katolicyzmu i przyczyniało się do znacznego obniżenia jego popularności jako polityka.
Objąwszy zarząd diecezji płockiej, Poniatowski przeprowadził szereg reform dotyczących kształcenia duchownych (reforma studiów seminaryjnych, obowiązek odbywania rekolekcji i kongregacji dekanalnych) oraz regulacji prawnych w zakresie administracji parafialnej, opieki duszpasterskiej i życia religijnego. Występował za ograniczeniem czysto zewnętrznych form kultu religijnego na rzecz rozwijania wrażliwości moralnej wiernych i przywrócenia właściwego znaczenia Ewangelii, traktowanej jako główne źródło doktryny chrześcijańskiej. Nawoływał księży do troski tak o dobro duchowe, jak i doczesne wiernych, jednocześnie sam angażował się czynnie w działalność charytatywną i rozwój szkolnictwa parafialnego.

## Działalność polityczna
Najbliższy współpracownik Stanisława Augusta, od 1774 brał udział w dyskusjach nad kształtem przyszłej Rady Nieustającej, stając się wkrótce jednym z głównych filarów orientacji rosyjskiej. Czterokrotnie wybierany przez sejm do grona jej członków, zasiadał w Radzie aż do jej rozwiązania w 1788. Członek Departamentu Interesów Cudzoziemskich Rady Nieustającej w 1779 roku. Pomimo że należał do polityków, na których Moskwa opierała swoje rachuby, zachowywał nieufność wobec Rosji, unikając kroków, które wciągałyby go w „ślepą dependencyją”. Podobną ostrożność zalecał królowi i swoim współpracownikom. Jako kierownik stronnictwa królewskiego, którego początki sięgają 1775 roku, dążył do tego, by stało się ono zapleczem politycznym monarchy, stanowiącym przeciwwagę wobec wpływów wszechwładnego ambasadora rosyjskiego Ottona Magnusa von Stackelberga. Uznając jednak, że jedyną alternatywą dla Rzeczypospolitej jest „trzymanie” z Rosją przeciwko aneksjonistycznej polityce Prus, stawał się częstym obiektem ataków opozycji. W 1787, wobec spodziewanej wojny turecko-rosyjskiej, uczestniczył w opracowaniu tzw. „projektu kaniowskiego”, czyli memoriału Stanisława Augusta zawierającego propozycję traktatu sojuszniczego z Rosją. Projekt, obok gwarancji integralności terytorialnej Rzeczypospolitej, przewidywał dostarczenie 20-tysięcznego korpusu posiłkowego subwencjonowanego przez Rosję. Pomysł ten ułatwić miał aukcję wojska polskiego, której uchwalenie przewidywano na najbliższym skonfederowanym sejmie. Zawierał też postulaty wzmocnienia pozycji króla oraz reform zmierzających do usprawnienia administracji, wymiaru sprawiedliwości i finansów. Artykuł dodatkowy domagał się, na wypadek zwycięstwa, przekazania Polsce ziem między Seretem a Dniestrem z portem w Akermanie nad Morzem Czarnym. O szansach realizacji tego programu na forum Sejmu Czteroletniego przesądził niechętny stosunek Rosji, niezainteresowanej jakimikolwiek poprawkami ustroju objętego petersburską gwarancją. Stanowisko to przyczyniło się do wzrostu antyrosyjskich nastrojów społeczeństwa, dla którego jedyną alternatywą stawał się sojusz z Prusami. Powstanie silnej i mającej duże poparcie społeczne partii pruskiej doprowadziło do definitywnej dyskredytacji programu stronnictwa królewsko-prymasowskiego. W pierwszym okresie obrad sejmu poniosło ono całkowitą klęskę, przypieczętowaną obaleniem Rady Nieustającej 19 stycznia 1789. „Partia prymasowska”, nie mając wówczas szans na jej obronę, ostentacyjnie wstrzymała się od wotum. Dzień ten przyjmowany jest jako umowna data upadku stronnictwa. Pół roku później, 17 lipca 1789, sejm uchwalił w tajnym głosowaniu sekularyzację majątku wakującego biskupstwa krakowskiego. Uzupełniła ją uchwalona 24 lipca bezprecedensowa ustawa „Fundusz dla wojska”, która przeznaczała majątki wszystkich biskupów obrządku rzymskiego i greckokatolickiego na skarb państwa. Decyzja sejmu, grożąca poważnym rozłamem między państwem a Kościołem, była dotkliwą porażką Poniatowskiego, który „z osobistości najwięcej w kraju znaczącej w ciągu pół roku stał się człowiekiem bez żadnego wpływu”. Jednocześnie, narastająca konieczność zbliżenia Stanisława Augusta do zorientowanych na Prusy przywódców sejmowych: Stanisława Małachowskiego i Ignacego Potockiego, i rozluźnienia jego związków z Rosją sprawiła, że Poniatowski stał się kimś w rodzaju „persona non grata”. Całe życie nieufnie nastawiony do Prus, nie mógł dostosować się do polityki zagranicznej sejmu zmierzającego do zawarcia formalnego sojuszu z Berlinem. Podjął wówczas decyzję usunięcia się na pewien czas od polityki i we wrześniu 1789 wyjechał za granicę.

## Podróż po Europie 1789–1791
Podróż miała charakter nieoficjalny. Prymas podróżował incognito, posługując się przydomkiem „Opat z San Michele”. Towarzyszyli mu ksiądz Andrzej Wołłowicz oraz gdańszczanin, baron Johann Peter Ernst von Scheffler. Na przełomie 1789–1790 przebywał w Neapolu. W lutym przybył do Rzymu, gdzie spędził cztery miesiące nawiązując kontakty z dyplomatami akredytowanymi przy Stolicy Apostolskiej oraz przedstawicielami międzynarodowej społeczności antykwariuszy, artystów i kolekcjonerów osiadłych w Wiecznym Mieście. Przyjęty przez papieża Piusa VI na audiencji 23 lutego 1790, wręczył mu relację o stanie archidiecezji gnieźnieńskiej. 7 marca mianowany został honorowym członkiem rzymskiej Akademii św. Łukasza. Okres letni spędził w Toskanii, przebywając na przemian w uzdrowisku Bagni di Pisa, Lukce, Livorno i Florencji. Przez Genuę i Turyn udał się do Szwajcarii, gdzie spotkał się z dawnym zaufanym sekretarzem Stanisława Augusta Maurice’em Glayre’em, z którym omawiał projekt reformy rządowej. Po krótkiej wizycie w Paryżu, w listopadzie 1790 rozpoczął ponad półroczny pobyt w Anglii, przyjmowany na audiencjach przez króla Jerzego III, królową Charlottę i księcia Walii. W Londynie zwiedzał i poznawał instytucje polityczne, naukowe i kulturalne, m.in. British Museum, Royal Academy of Arts, Bank of England. 7 kwietnia 1791, po podpisaniu statutów, został przyjęty w poczet członków honorowych brytyjskiego towarzystwa naukowego Royal Society. W tym samym dniu, po dopełnieniu podobnej procedury, przyjęty został do Society of Antiquaries, jako pierwszy polski członek tego stowarzyszenia. Pobyt za granicą wykorzystał do utworzenia własnej kolekcji obrazów, rzeźb, mebli i rzemiosła artystycznego. Wiele z zakupionych dzieł sztuki, które uważał za najcenniejsze, podarował królowi. Podjął też zabiegi o pozyskanie dla Stanisława Augusta dużej kolekcji obrazów za pośrednictwem londyńskiego marszanda Noela Desenfansa. Wskutek wypadków dziejowych zbiór ten nigdy nie trafił do Polski i znajduje się obecnie w Dulwich Picture Gallery pod Londynem. Zakończeniem pobytu prymasa w Anglii był trwający trzy tygodnie objazd ważnych ośrodków przemysłu i handlu (Manchester, Derby, Liverpool, Birmingham). Po uchwaleniu Konstytucji 3 maja, wezwany przez Stanisława Augusta do kraju, odbył audiencję pożegnalną u Jerzego III, której celem było wybadanie stosunku króla brytyjskiego do ustawy rządowej. Podobnie było w Hadze, gdzie 28 czerwca prowadził ze stadhouderem Wilhelmem V Orańskim rozmowy na temat stosunku Niderlandów do polskiej konstytucji.

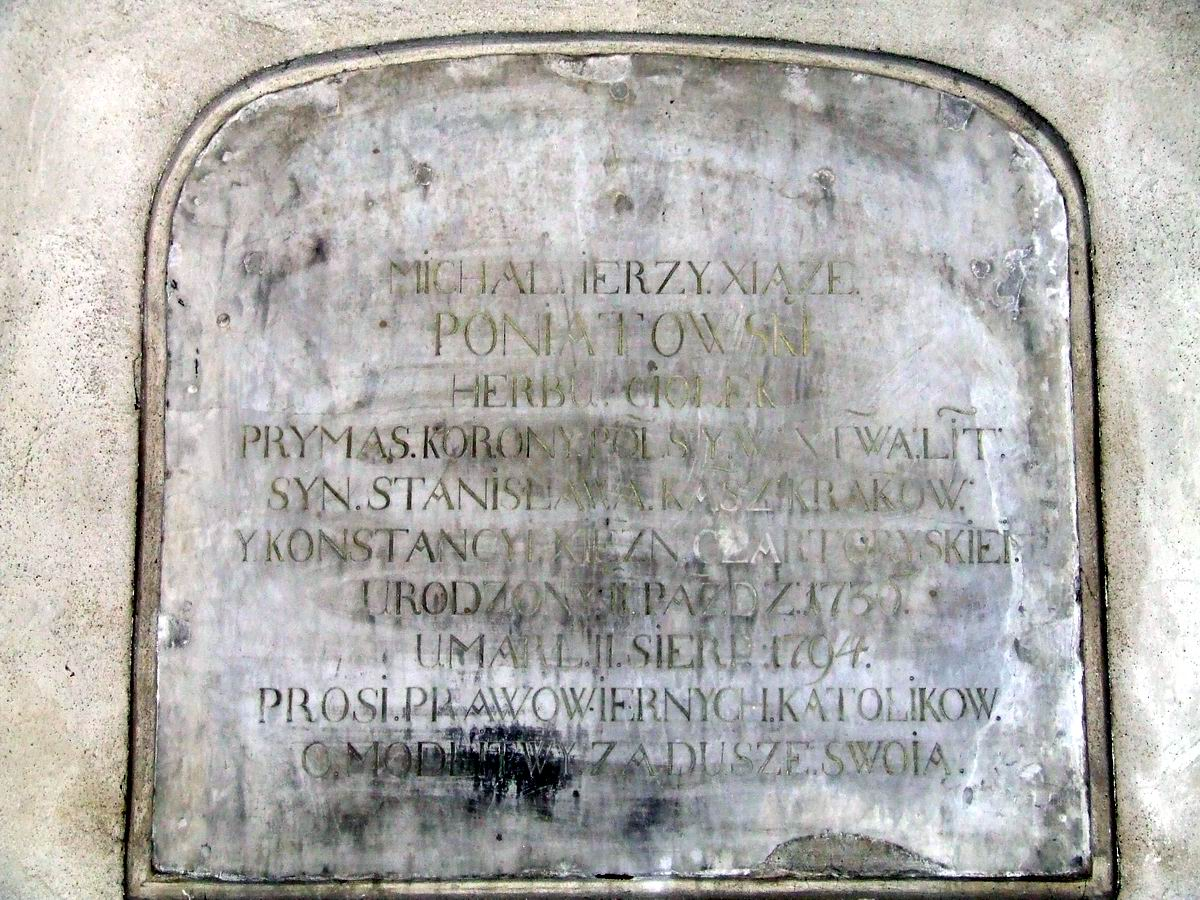
Grób Michała Poniatowskiego w katakumbach warszawskich Powązek

## Okres 1792-1793
Na mocy Konstytucji wszedł w skład Straży Praw jako „głowa duchowieństwa polskiego i jako prezes Komisji Edukacyjnej”, nie odegrał w niej jednak większej roli, skupiając uwagę niemal wyłącznie na sprawach związanych z oświatą i wolnością słowa. Ostrzegał jednak przywódców stronnictwa patriotycznego przed skutkami ich polityki zagranicznej, prowadzącej do pogłębiania niebezpiecznego dla Polski kryzysu w stosunkach z Rosją.
Wobec Targowicy nie żywił żadnych złudzeń, oceniając ją krytycznie jako związek wymierzony w suwerenne państwo, ale w okolicznościach, jakie zaistniały po odrzuceniu przez Katarzynę propozycji rokowań w wojnie 1792 r., akces Stanisława Augusta do konfederacji targowickiej uważał za konieczny w celu ocalenia kraju przed kolejnym rozbiorem. Decyzja o przystąpieniu króla do Targowicy, podjęta w Warszawie 23 lipca 1792 i uzgodniona ostatecznie z Ignacym Potockim, Stanisławem Małachowskim i Hugonem Kołłątajem, miała przywrócić zaufanie do Stanisława Augusta w Rosji i dać szansę porozumienia z nią bez udziału przywódców targowickich. Latem 1792 r., zarówno regaliści, jak i politycy stronnictwa konstytucyjnego uważali, że podział kraju nie jest jeszcze przesądzony. Za cenę integralności ziem Rzeczypospolitej decydowano się na przywrócenie rosyjskiego protektoratu. Z ramienia konfederacji targowickiej mianowany został w 1793 roku prezesem Komisji Edukacyjnej Koronnej.
W sejmie grodzieńskim 1793 odmówił udziału, skutecznie opierając się naciskom posła rosyjskiego Jakoba Sieversa, który liczył, że za jego pośrednictwem będzie oddziaływać na Stanisława Augusta. Powiodły się natomiast zabiegi prymasa podejmowane na rzecz Komisji Edukacji Narodowej. Za pośrednictwem wysłannika, Jana Śniadeckiego, udało mu się zlikwidować nadużycia w zakresie funduszy edukacyjnych, powstałe w okresie władzy Targowicy, i przywrócić do życia Komisję Edukacyjną pod swoim przewodnictwem.
Jako zdeklarowany regalista wszedł ponownie do reaktywowanej Rady Nieustającej. W okresie posejmowym podejmował prace związane z nowym podziałem administracyjnym Kościoła, wymuszonym przez traktaty rozbiorowe. Jednocześnie starał się blokować w wyścigu do władzy biskupa inflanckiego Józefa Kazimierza Kossakowskiego, który liczył na jego dymisję i zagwarantował sobie w Petersburgu objęcie prymasostwa. Nominacja ta byłaby tym groźniejsza, że Kossakowski, znany ze swojej uległości wobec Rosji, był w Grodnie rzecznikiem separatyzmu prowincji litewskiej. Zabiegi te, godzące w jedność Kościoła na obszarze Rzeczypospolitej, budziły niepokój prymasa, który oprócz matactw politycznych zarzucał Kossakowskiemu chciwość i sprzeniewierzanie funduszy publicznych.
U schyłku października 1793 spotkał się w Skierniewicach z królem pruskim Fryderykiem Wilhelmem II. Rozmowy dotyczyły zachowania przez Poniatowskiego jurysdykcji duchownej na wcielonych do Prus ziemiach arcybiskupstwa gnieźnieńskiego, sytuacji mieszkających tam katolików oraz korzystania z przysługujących prymasowi dochodów Księstwa Łowickiego. W tym samym czasie, świadom zagrożeń wynikających z przyjętego przez sejm pruskiego traktatu rozbiorowego, Poniatowski podjął przygotowania do utworzenia diecezji warszawskiej, z którą zamierzał złączyć instytucję prymasa. Chodziło zarówno o to, by nie stwarzać Fryderykowi Wilhelmowi i jego następcom pretekstu do ingerencji w sprawy wewnętrzne Rzeczypospolitej za pośrednictwem prymasa zasiadającego na stolicy arcybiskupiej w Gnieźnie (które po II rozbiorze znalazło się w zaborze pruskim), jak i zapobiec ewentualnej likwidacji tego urzędu. Tak powstał archidiakonat warszawski, którego administrację objął 12 lutego 1794.

## W czasie powstania kościuszkowskiego
Po wybuchu insurekcji kościuszkowskiej w kwietniu 1794, jako polityk dochowujący wierności królowi i lojalny wobec obowiązującego systemu, nie mógł liczyć na zrozumienie ze strony powstańców. Gwałtowny wzrost nastrojów radykalnych w stolicy sprawił, że Poniatowski znalazł się w stanie stałego zagrożenia. Za przyczyną inspirowanej przez Hugona Kołłątaja propagandy powstańczej, która podsycała nastroje niezadowolenia, doprowadzono do słynnych „wieszań” 9 maja i 28 czerwca. W napiętej atmosferze pomówień i pogłosek, nocą z 27 na 28 czerwca, z inicjatywy jednego z jakobinów warszawskich Jana Dembowskiego, przed Pałacem Prymasowskim wzniesiono szubienicę, a następnego dnia bez sądu powieszono więźniów podejrzewanych o zdradę. Do tumultu przyczyniły się niepowodzenia militarne insurekcji i dopiero interwencja Kościuszki wpłynęła na uspokojenie ludności.

## Okoliczności śmierci
W miesiąc po tych wydarzeniach Michał Poniatowski był już poważnie chory. Opublikowane fragmenty pamiętnika Hipolita Kownackiego, dworzanina prymasa, który dokładnie zrelacjonował przebieg jego choroby i okoliczności śmierci, przekonują, że miała ona szybki przebieg, ale zgon z pewnością nie był gwałtowny. W pierwszych dniach choroby prymas odbywał, jak podano, co dzień krótkie przejażdżki powozem, a rano w swej prywatnej kaplicy słuchał mszy świętej. Popadał jednak w coraz bardziej natarczywą śpiączkę. 9 sierpnia, w sobotę, jego stan zdrowia był na tyle niepokojący, że zaalarmowano lekarzy Jana Boecklera i Ernesta Dunquerque’a. Kownacki zanotował: „książę nie jadł, ale tylko patrzał i trzymał, co mu dano, i tylko tyle odpowiadał i mówił, ile go zapytano, i z oczami w słup stojącymi niby spał a patrzał”.
Wezwani lekarze usiłowali zaaplikować lekarstwa, przed których przyjęciem chory się wzbraniał. 10 sierpnia zdawali już sobie sprawę z postępu choroby na tyle, by uznać, że śmierć jest praktycznie nieunikniona. Kryzys nastąpił w nocy z 11 na 12 sierpnia. Zaopatrzony sakramentami, prymas zmarł 30 minut po północy.
Po opieczętowaniu pokojów zmarłego w jego szkatule znaleziono dwa pisma, z których pierwsze, obszerniejsze, jest listem testamentarnym. Drugie było prawdopodobnie pomyślane jako tekst przeznaczony na tablicę nagrobną. Obydwa pisma sporządził Poniatowski na krótko przed śmiercią, zapewne w lipcu. Żadne nie jest testamentem, gdyż jak pisał „fortunę nieruchomą i ruchomą dysponować nie umiem, w tym czasie, w którym nikt zgadnąć nie potrafi losów Ojczyzny i własnych”. Pierwszy tekst, obok odniesień religijnych, zawiera zwroty świadczące o definitywnej utracie wiary we własną przyszłość: „Ledwie w całej Europie żadnej o niczym pewności zakładać nie można ani kąta ziemi upatrzeć, w którym by spokojnie resztę dni zakończyć można”.
Śmierć, która w ciągu kilku dni zabrała mężczyznę w sile wieku, stała się łatwym powodem do domysłów i plotek. W rzeczywistości pogłoski o rzekomej zdradzie prymasa na rzecz Fryderyka Wilhelma, rozsiewane po jego śmierci, były prowokacją jakobinów, mającą na celu skompromitowanie człowieka uznawanego przez nich za politycznego wroga. Jakobińska propaganda odniosła na tyle pożądany skutek, że plotka o zdradzie i, w jej następstwie, otruciu się prymasa do dziś znajduje chętnych słuchaczy.
Trzydniowe uroczystości żałobne rozpoczęły się w warszawskiej kolegiacie św. Jana 18 sierpnia. Autorem pogrzebowego wystroju kościoła był królewski architekt Jakub Kubicki. Egzekwie uświetniło requiem Karola Markiewicza w wykonaniu 28-osobowej orkiestry i ośmiu solistów, na której czele wystąpił kompozytor.
Poniatowski pochowany został w katakumbach na cmentarzu Powązkowskim (rząd 167-5), którego był jednym z fundatorów i założycieli.
Wzniósł kompleks pałacowy w Jabłonnie pod Warszawą, którego budowę rozpoczął w 1774, nadając mu klasycystyczną formę o silnie zindywidualizowanym wyrazie, z pewnymi zmianami zachowaną do dziś. Był również ostatnim prymasem rezydującym w Pałacu Prymasowskim przy ulicy Senatorskiej, który bogato wyposażył. Pozostawił po sobie wiele mów sejmowych, rozporządzeń i listów pasterskich. Te ostatnie zostały umieszczone w zbiorze Rozrządzenia i pisma pasterskie za rządów J.O. Xięcia Jmci Michała Jerzego Poniatowskiego... do diecezji płockiej wydane w czterech tomach (Warszawa 1785).